# Accordo di Sunningdale
L'Accordo di Sunningdale (in inglese "Sunningdale Agreement") è stato un tentativo di porre fine al periodo noto come "The Troubles" in Irlanda del Nord costringendo gli unionisti a condividere il potere con i nazionalisti. L'accordo è diviso in tre parti: un'Assemblea dell'Irlanda del Nord eletta, un esecutivo dell'Irlanda del Nord condiviso tra i due gruppi e il Consiglio d'Irlanda, su entrambi i lati del confine tra l'Irlanda del Nord e la Repubblica irlandese. L'accordo fu firmato presso il Civil Service College (ora National School of Government) a Sunningdale Park (Berkshire, Inghilterra), il 9 dicembre 1973. L'opposizione unionista, la violenza del Provisional IRA e infine il grande sciopero lealista hanno evitato la realizzazione dell'accordo nel maggio 1974.